# Moby Legacy
Il Moby Legacy è un traghetto appartenente alla compagnia di navigazione italiana Moby Lines.

## Caratteristiche

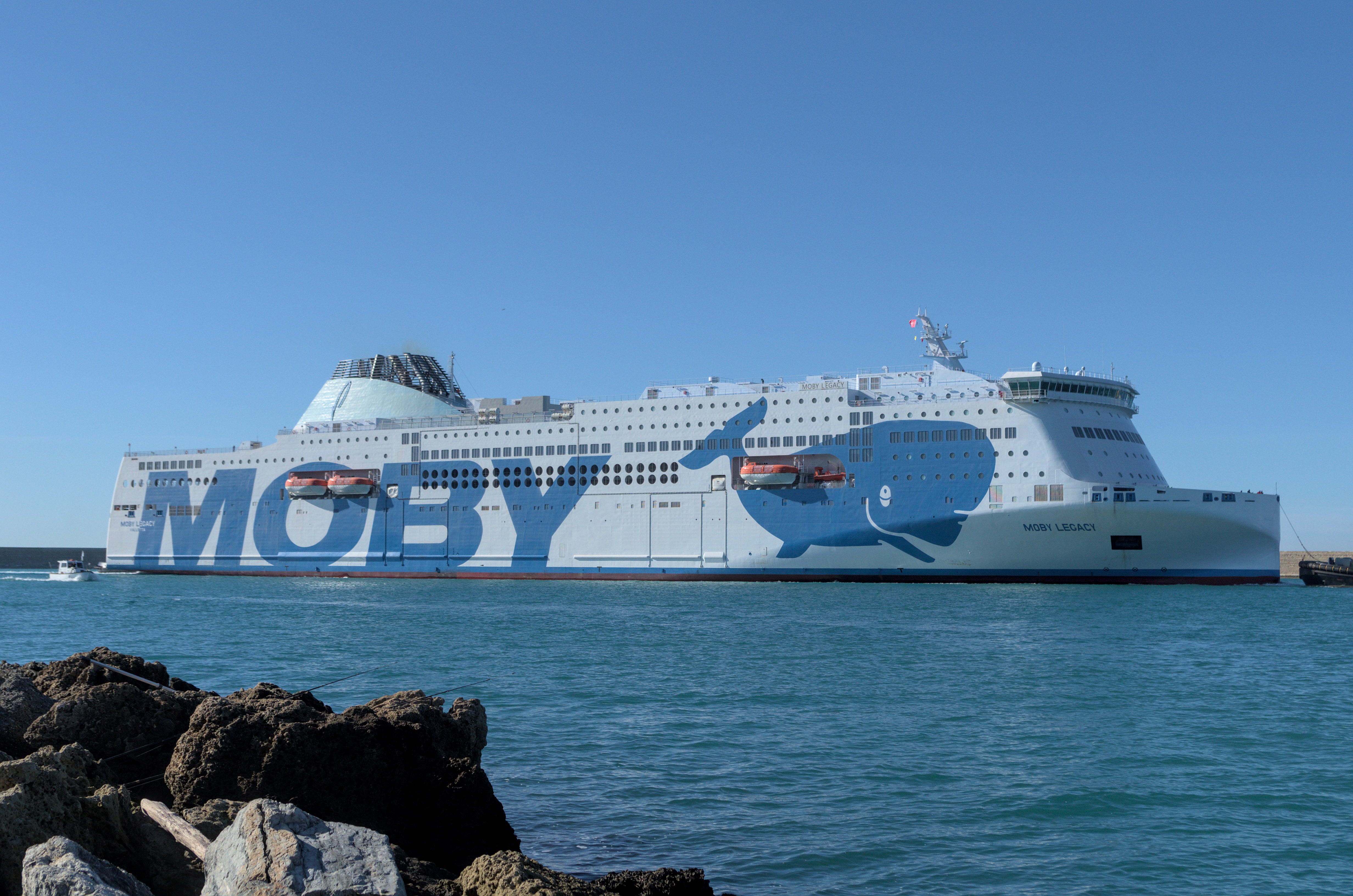
Moby Legacy appena giunto nel porto di Livorno il 28 gennaio 2024.

La nave è stata ordinata da Moby nel 2019 ai cantieri navali cinesi COMEC di Canton insieme al gemello Moby Fantasy; si tratta delle prime due navi LNG-ready della compagnia, oltre che delle prime navi di nuova costruzione dal 2005, anno di acquisto del Moby Aki. La costruzione della nave (nelle intenzioni iniziali da denominarsi Moby Magic) è iniziata col taglio della prima lamiera il 9 ottobre 2020, mentre il varo è avvenuto il 1º dicembre 2022.
La propulsione è affidata a 4 motori 9L46F da 10,8 megawatt l'uno del gruppo Wärtsilä che sono predisposti per l'alimentazione a gas naturale liquefatto, combustibile caratterizzato da minori emissioni rispetto al convenzionale gasolio. Grazie ad essi la nave riesce a viaggiare a 23,5 nodi nonostante la stazza di 69.500 tsl. La capacità di carico veicoli è pari ad oltre 3.800 metri lineari, equivalenti a circa 1.300 automobili o 300 semirimorchi.
Il traghetto ha una capacità di circa 3.000 passeggeri, accomodati in 441 cabine con standard paragonabili, secondo la compagnia, a quelli abituali sulle moderne navi da crociera. 
Gli altri servizi a bordo della nave sono:
- Percorso per ipovedenti (su tutta la nave).
- Ristorante à la carte (dotato di cucina a vista).
- Bistrot "Mascalzone Latino" (dotato di cucina a vista), ha circa 447 posti a sedere.
- Sport Bar, dotato di grande schermo, ha circa 723 posti a sedere tra divani e sedie (si trova al centro della nave).
- Bar esterno, ha circa 100 tra tavoli e posti a sedere (si trova al ponte 11).
- Sala poltrone, 403 poltrone numerate reclinabili dotate di prese di corrente e USB, presente anche la zona per riporre i bagagli vicino ad esse.
- Promenade, dotate di divani e poltrone per rilassarsi durante la traversata (sono 2 e vanno da prua a poppa).
- Area bambini, zona per i più piccoli con giochi e sala video games. (si trova all'interno dello "Sport Bar").
- Negozio (si trova a prua).
- Reception

Sulla poppa è presente una zona di atterraggio per elicotteri in caso di emergenze. Le scale sono divise in 4 colori per facilitarne il riconoscimento. 

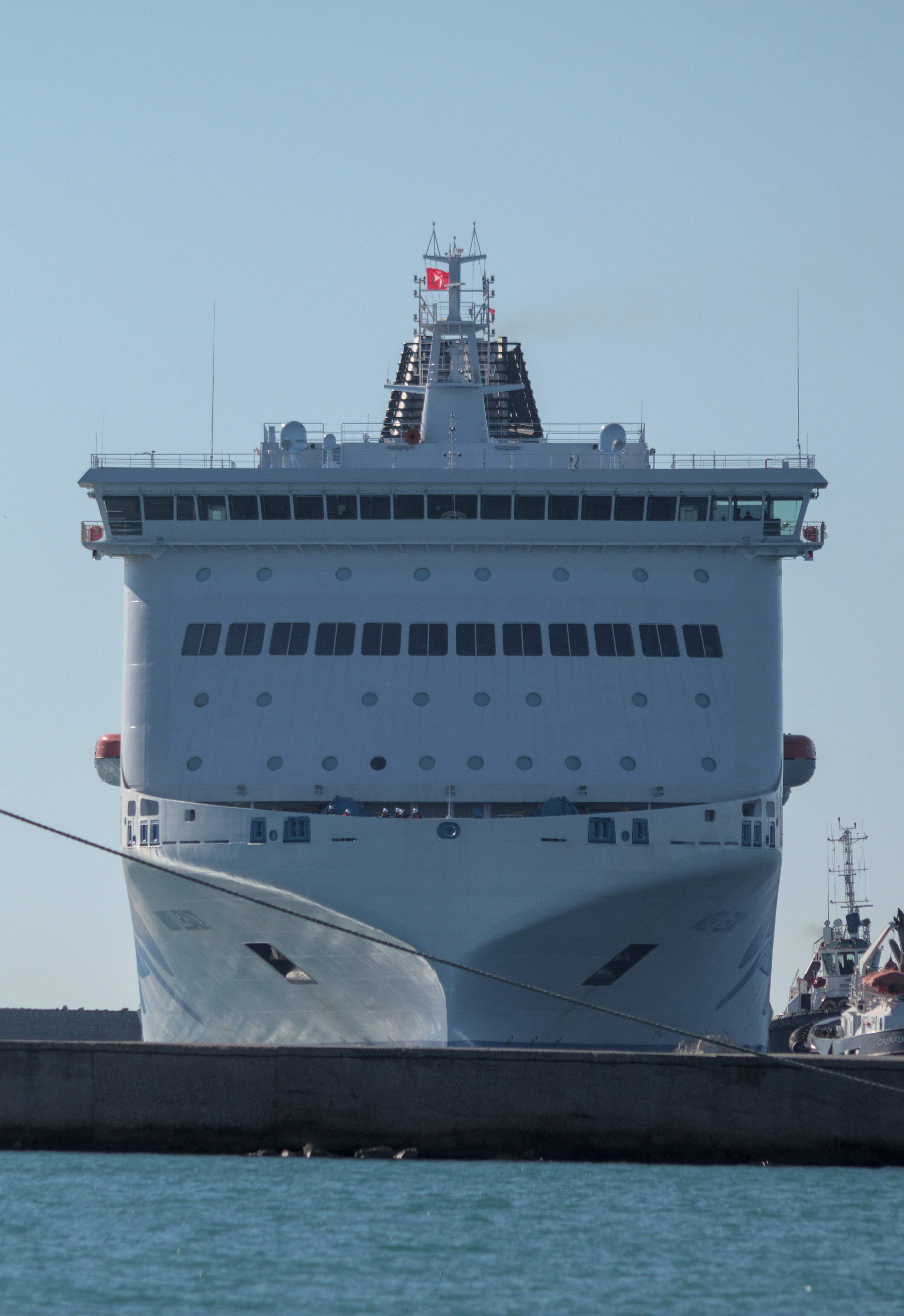
Moby Legacy vista di prua.

## Servizio
La consegna del Moby Legacy, inizialmente prevista per i primi mesi del 2023, è avvenuta il 19 dicembre dello stesso anno. Partita dalla Cina il 26 dicembre 2023 con bandiera maltese, a differenza della gemella che è transitata sul canale di Suez, ha raggiunto il Mediterraneo circumnavigando l'Africa ed è arrivata nel porto di Livorno la mattina del 28 gennaio 2024 poco prima di mezzogiorno. Pochi giorni più tardi ha preso bandiera italiana.
Il primo servizio commerciale è stato effettuato la sera del 17 febbraio 2024 sulla rotta Livorno-Olbia. Il giorno seguente è stata battezzata nel porto sardo per poi ripartire sulla medesima tratta in serata. Dal suo esordio al 21 marzo ha operato insieme al Moby Aki, in attesa del ritorno del gemello Moby Fantasy in cantiere a Genova. La mattina del 18 marzo incontra per la prima volta nello stesso porto, quello di Livorno, il gemello Moby Fantasy. Dal 21 marzo 2024 entrambi i traghetti gemelli sono in servizio sulla stessa rotta.

## Navi gemelle
- Moby Fantasy